# Кравцов Олександр Олександрович
Олександр Олександрович Кравцов — український доброволець, оборонець Донецького аеропорту (2014) та Маріуполя (2022).

## Життєпис
Народився 21 травня 1986 на Волині.
Отримав серйозне поранення в ліву руку під час боїв за Донецький аеропорт.
Після реабілітації з 2015-го року воює в ДШГ «Ведмеді», котра отримала свою назву за позивним Олександра. ДШГ «Ведмеді» увійшла до складу 8-го батальйону «Аратта» УДА.
До 2018 року батальйон займав позиції поблизу Маріуполя в селі Широкине, після зміни дислокації батальйону ДШГ «Ведмеді» під командуванням Олександра продовжила боронити Україну в околицях Маріуполя.

### Повномасштабне вторгнення

#### Блокада Маріуполя
З початком повномасштабного російського вторгнення Олександр з «Ведмедями» продовжив обороняти Маріуполь. 25 лютого 2022 Олександр опублікував фото кількох бійців з автоматами і малюнком ведмедя. Пізніше виявилося, що «Ведмеді» тримають оборону на «Азовсталі» разом з полком «Азов» та 36-ю бригадою морської піхоти. Також стало відомо, що ДШГ «Ведмеді» офіційно є частиною Нацгвардії у складі «Азову».
Разом з «Азовом» вони у підсумку й потрапили у полон до росіян.
Терористична організація ДНР засудила Олександра і присудила йому найвищу кару — розстріл. Від розстрілу врятував обмін. Був обміняний 21 вересня 2022 і звільнений з полону.
У полоні йому зламали руку — ту саму, яка була серйозно поранена в бою за Донецький аеропорт. Також Олександр серйозно схуд.
В березні 2024 фонд Серце Азовсталі подарував Олександру та його родині квартиру на Київщині.
ДШГ Ведмеді під керівництвом Олександра відновила боєздатність і увійшла у склад 36 ОБрМП. 24 березня 2024 року група знищила російський танк. Підрозділ діяв на півдні України.

## Нагороди
- Орден «За мужність» II ступеня нагороджені (Указ Президента України No331 від 13.10.2018)
- Орден «За мужність» IIІ ступеня